# Francisco Flores (nikaraguański piłkarz)
Francisco Roberto Flores Zapata (ur. 2 kwietnia 1988 w Liberii) – nikaraguański piłkarz pochodzenia kostarykańskiego występujący na pozycji lewego obrońcy, reprezentant Nikaragui i były reprezentant Kostaryki, od 2022 roku zawodnik Diriangén.
Jego ojciec pochodzi z Nikaragui, zaś matka z Kostaryki.